# Formicivora grantsaui
Formicivora grantsaui (лат.) — вид птиц из семейства типичных муравьеловковых. Был описан только в 2007 году. Видовое название дано в честь немецко-бразильского натуралиста Рольфа Грантсау, который в 1965 собрал образец, через много лет идентифицированный в качестве отдельного вида.

## Распространение
Эндемики небольшого участка в восточной части Бразилии.

## Описание
Масса 8,5—11,5 г. У взрослых самцов верхние части тела коричневые. Лицо, горло, грудь и верхняя часть брюха чёрные, обрамлённые белым. Нижняя часть брюха серая, бока коричневые. Клюв чёрный. Взрослые самки бледнее, чем самцы, имеют белое лицо и нижнюю часть тела с чёрными прожилками.

## Охранный статус
МСОП присвоил виду охранный статус EN.